# Mikkel Mena Qvist
Mikkel Mena Qvist (født 22. april 1993) er en dansk-colombiansk professionel fodboldspiller, der spiller for HB Køge, hvortil han er udlejet fra AC Horsens.

## Klubkarriere
Qvist startede sin karriere i Lyseng IF, inden han skiftede til ASA Fodbold. Han skiftede til AGF i en alder af 10 år, hvor han spillede frem til, at han var U/19-spiller.

### Lyseng IF
Qvist skiftede til Lyseng IF efter at have spillet U/19-fodbold i AGF. Han spillede fodbold på Danmarksserieniveau i Lyseng IF.

### AC Horsens
Den 6. december 2016 blev det offentliggjort, at AC Horsens havde hentet Qvist i Lyseng efter en succes prøvetræningsperiode i klubben. AC Horsens opdagede Qvist i en DBU Pokalkamp mellem hans tidligere klub, Lyseng IF, og AC Horsens.
Han fik sin uofficielle debut for AC Horsens den 15. marts 2017, da han startede på bænken, men erstattede Mikkel Jespersen i det 74. minut i et 3-1-nederlag til AGF i DBU Pokalen. Den officielle debut for AC Horsens kom den 7. april 2017, da han blev skiftet ind i det 81. minut i stedet for André Bjerregaard i et 0-2-nederlag hjemme til Randers FC.
I maj 2017 skrev han under på en forlængelse af kontrakten, således parterne har papir på hinanden frem til sommeren 2019.
Den 4. februar 2020 blev Qvist udlejet til den islandske klub Knattspyrnufélag Akureyrar frem til udgangen af august 2020. Han blev udlejet til den islandske klub, da cheftræner, Bo Henriksen, ikke mente, at han havde udsigt til spilletid. Debuten i den bedste islandske række kom i 2. spillerunde den 20. juni 2020, da han startede inde og spillede alle 90 minutter i en 0-0-kamp mod Víkingur. I september 2020 blev lejeaftalen forlænget året ud, og han nåede i alt at spille 15 kampe i den bedste islandske fodboldrække.
Han blev den 25. januar 2021 atter udlejet; denne gang til 1. divisionsklubben på en lejeaftale gældende for forårssæsonen.